# Canthidium rutilum
Canthidium rutilum är en skalbaggsart som beskrevs av Edgar von Harold 1867. Canthidium rutilum ingår i släktet Canthidium och familjen bladhorningar. Inga underarter finns listade.